# Ranu Kumbolo
Le Ranu Kumbolo est un lac de montagne dans la province de Java oriental en Indonésie. 
Superficie 26.5 ha 

## Géographie

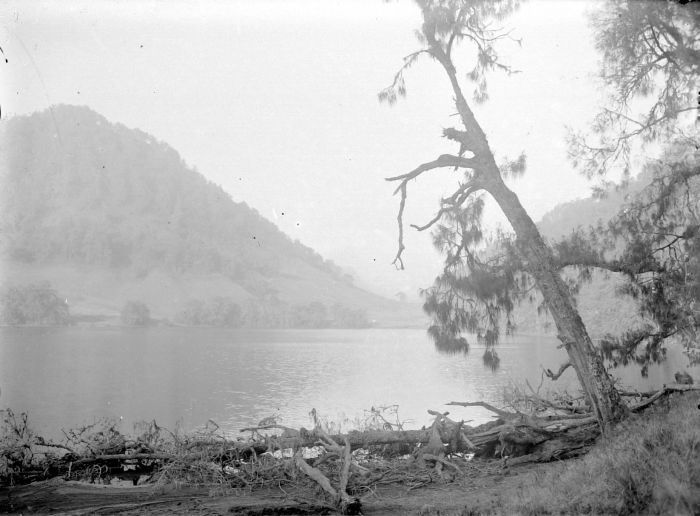
Le Ranu Kumbolo en 1913

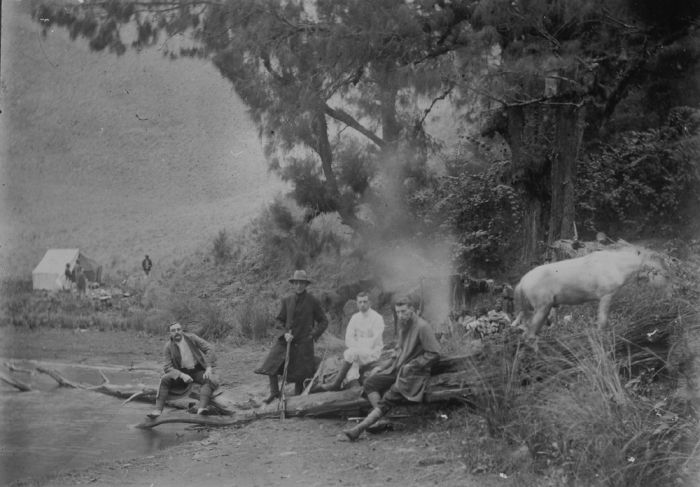
Européens au bord du Ranu Kumbolo (1916)

Il est situé dans le massif volcanique du Tengger, au pied du mont Semeru. C'est une des bases de départ pour l'ascension de ce volcan.